# Włostów (powiat żarski)
Włostów – wieś w Polsce położona w województwie lubuskim, w powiecie żarskim, w gminie Żary.
W latach 1975–1998 miejscowość należała administracyjnie do województwa zielonogórskiego.

## Zabytki
Do wojewódzkiego rejestru zabytków wpisany jest:
- zespół pałacowy, z XVIII wieku-XX wieku:
  - pałac
  - park.